# Coenosia africa
Coenosia africa är en tvåvingeart som först beskrevs av Charles Howard Curran 1935.  Coenosia africa ingår i släktet Coenosia och familjen husflugor.
Artens utbredningsområde är Tanzania. Inga underarter finns listade i Catalogue of Life.